# Piotr od św. Katarzyny Vazquez
Piotr od św. Katarzyny Vázquez (ur. 1590 w Verín, zm. 25 sierpnia 1624 Ōmura) – błogosławiony Kościoła katolickiego, hiszpański dominikanin, misjonarz, męczennik.

## Życiorys
Do zakonu dominikanów wstąpił w Madrycie. Śluby zakonne złożył 30 kwietnia 1609 r.
W 1613 r. wyruszył na misje na Daleki Wschód. Do Manilii dotarł w kwietniu 1615 r. Przez kilka kolejnych lat prowadził działalność misyjną na Filipinach.
W 1621 r. wyruszył na misje do Japonii. Jako misjonarz został aresztowany 27 kwietnia 1623 r. Uwięziono go w Nagasaki, a następnie w Kuwara. Został spalony żywcem razem z Michałem Carvalho, Ludwikiem Sotelo, Ludwikiem Sasada oraz Ludwikiem Baba 25 sierpnia 1624 r. w Ōmura.
Został beatyfikowany przez Piusa IX 7 lipca 1867 r. w grupie 205 męczenników japońskich.
Dniem jego wspomnienia jest 10 września (w grupie 205 męczenników japońskich).